# 정희선 (법과학자)
정희선(1955년 6월 6일~)은 대한민국의 법과학자로 국립과학수사연구원의 초대 원장을 역임했다. 성균관대학교 과학수사학과 석좌교수이며, 한국여성과학기술단체총연합회 회장이다.

## 생애
1955년 6월 6일 충주시에서 태어났다. 남편 유영찬 전 국과수 소장과의 사이에 딸 1명이 있다.

## 학력
1978년 숙명여자대학교에서 약학과 학사를 졸업했고, 숙명여대에서 1980년에 약학석사 학위를, 1987년에 약학박사 학위를 취득한 후, 1990년~1991년에는 영국 런던대학 King's college에서 박사 후 과정을 밟았다.

## 경력
1978년 국립과학수사연구소에 약무사보로 임용돼 32년간 일하며 마약분석과장, 법과학부장을 거쳐 여성 최초로 국립과학수사연구소 11대 소장이 되었고, 국립과학수사연구원으로 승격된 후 초대원장을 지냈다. 2013년부터는 충남대학교 분석과학기술대학원장으로 재직하며 이공학 분야 학생들을 분석전문가로 양성하였다. 국과수 재직 당시부터 각종 범죄의 과학적 증명, 특히 약독물, 마약 관련 전문가로 활동하며 국제적으로 인정을 받았다. 2014년~2018년 국제법독성학회(TIAFT, The International Association of Forensic Toxicologists) 13대 회장, 2011년~2014년 국제법과학회 보관됨 2020-03-05 - 웨이백 머신(IAFS, International Association of Forensic Sciences)의 아시아인 최초 여성 회장(22대)으로 학회 업무를 수행하는 등 국내 과학수사의 위상을 높이는데 기여했다. 2012년 7월 국과수 원장에서 퇴임하고 충남대학교 분석과학기술대학원에서 법독성학을 가르치고 있으며, 2020년 한국여성과학기술단체총연합회 회장으로 활동하고 있다. 또한 2019년부터 한국인 최초로 유엔 마약 범죄 사무소(UNODC, UN Office on Drugs and Crime) 국제과학수사 전문가 자문위원으로 위촉되어 활동하고 있다.

## 수상
2014년 한국 여성 최초로 영국 엘리자베스 2세 여왕이 수여하는 대영제국 지휘관 훈장(CBE)을 받았다. 그 밖에도 홍조근정훈장(2012), 교육 및 연구개발 부문에 기여한 인물에게 주어지는 비추미 여성대상 별리상(2010), 1980년대 초 국내 처음으로 소변에서 히로뽕을 검출하는 시험법을 개발하는 등 과학수사에 공헌해온 점을 인정받아 올해의 여성과학기술자상(2007)을 수상했다.

## 저서
- 《생체시료에서 마약류의 검사》 (신일상사) 2000년 3월 ISBN 978-89856714-9-1
- 《보이지 않는 진실을 보는 사람들》 (알에이치코리아) 2015년 4월 ISBN 978-89255522-5-5

- 《과학하는 여자들》 (메디치미디어) 2016년 12월 ISBN 979-11570607-6-4
- 《The Global Practice of Forensic Science》 (공저, Wiley-Blackwell)